# Lycenchelys maculata
Lycenchelys maculata es una especie de pez de la familia de los Zoarcidae en el orden de los perciformes.

## Morfología
- Los machos pueden llegar a alcanzar los 29,8 cm de longitud total.
- Número de vértebras: 138-147.[1][2]

## Hábitat
Es un pez de mar y de aguas profundas que vive entre 200-300 m de profundidad.

## Distribución geográfica
Se encuentra en el Pacífico noroccidental: el Japón y Rusia.

## Observaciones
Es inofensivo para los humanos. 